# 本木雅弘
本木雅弘（日语：／ Motoki Masahiro，1965年12月21日—），本名内田雅弘（日语：／ Uchida Masahiro），日本男演員，生於埼玉縣桶川市。原為「傑尼斯事務所」旗下的偶像團體澀柿子隊成員，1982年與布川敏和、藥丸裕英組團出道。1988年澀柿子隊解散後，轉型專職演員。
結婚時入贅內田家，丈人是著名搖滾歌手内田裕也，岳母是演員樹木希林，妻子是演員內田也哉子。夫妻間有二兒一女，大兒子名為雅樂，女兒伽羅，小兒子玄兔。

## 出演

### 電影
- 226（1989年　河野壽役）
- 「五個相撲的少年」（1992年　山本秋平役）
- 「談談情跳跳舞」（1996年　木本雅弘役）
- 「雙生兒 gemini」（1999年　大德寺雪雄、捨吉役）
- 「間諜索爾偕」（2003年　尾崎秀實役）
- 「巖流島」（2003年　宮本武藏役）
- 「夜。上海」（2006年　水島直樹役）
- 「送行者：禮儀師的樂章」（2008年　小林大悟役）
- 「少年Pi的奇幻漂流」（2013年　日語配音Pi[2]）
- 「天空之蜂」（2015年）
- 「日本最漫長的一天」（2015年 昭和天皇役）
- 「漫長的藉口」（2016年）
- 「永远的托词」（2016年）

### 電視劇
- 2年B組仙八先生（日语：2年B組仙八先生）（1981－1982年　TBS）
- 太平記（1991年NHK大河劇　千種忠顯）
- 媽咪佳人（1991年　TBS）
- 新聞龍虎榜（1992年　讀賣電視台　中島孝平）
- 西遊記　孫悟空役（日本電視台開局40周年記念劇）（1993年）
- 千萬之嫁（1994年　讀賣電視台）
- 白雪情緣（1995年　富士電視台）
- 與你相遇（1996年　TBS）
- 德川慶喜（1998年NHK大河劇　德川慶喜）
- 鄰人偷笑的祕密（1999年 日本電視台）
- 我形我素（2000年）
- 怪醫黑傑克（2000－2001年以特別劇形式演出三集）TBS　黑傑克
- 水曜日的情事（2001年　富士電視台）
- 聖德太子（2001年NHK電視劇　聖德太子）
- 幸福的王子（2003年　日本電視台）
- 夏目家的餐桌（2005年　TBS）
- 87%（2005年 日本電視台）
- 今夜一個人睡（2005年　TBS，友永明之）
- 坂上之雲（2009年　NHK，秋山真之）
- 命運之人（2012年 TBS，弓成亮太）
- 麒麟來了（2020年NHK大河劇　齋藤道三）
- 宛如阿修羅（2025年NETFLIX　里見鷹男）

## 電影獎項
- 第15回日本奧斯卡金像獎  最佳男演員－「五個相撲的少年」
- 第35回日本電影記者獎  最佳男演員－「五個相撲的少年」
- 第82回電影旬報獎  最佳男演員－「送行者：禮儀師的樂章」
- 第50回日本電影記者獎  最佳男演員－「送行者：禮儀師的樂章」
- 第32回日本奧斯卡金像獎  最佳男演員－「送行者：禮儀師的樂章」
- 第63回日本放送電影藝術大賞  最佳男演員－「送行者：禮儀師的樂章」
- 第3屆亞洲電影大獎  最佳男主角－「送行者：禮儀師的樂章」
- 第2届亚太银幕大奖 最佳男主角 - 「送行者：禮儀師的樂章」

## 腳注
1. ↑   的存檔，存档日期2012-02-07. - 产经新闻 2011年5月6日、2012年12月22日閲覧。
2. ↑  . .   [2013-01-28]. （原始内容存档于2013-01-31）.

## 外部連結
- 本木所屬的經紀公司 （页面存档备份，存于）
- JELLYFISH CAFE-本木雅弘 Information（出演情報等等） （页面存档备份，存于）